# Mojsije Margel
Mojsije Margel auch kroat. Mojsije Moše Margel oder Moshe Margel (*  13. November 1875 in Mościsko, Westgalizien, Österreich-Ungarn; † 30. April 1939 in Zagreb, Königreich Jugoslawien) war ein jugoslawischer Rabbiner, Lexikograf und Hebraist.

## Religiöses Leben
Mojsije Margel besuchte eine Talmudschule. Nach erfolgreichem Abschluss dieser, begann Margel seine jüdisch-theologischen Studien in den Seminaren von Wien und Berlin. Das Fach Jüdische Philosophie belegte er erfolgreich in Berlin und Bern. Als Rabbiner war Margel zuerst in der slowakischen Stadt Ružomberok tätig.
Im Jahre 1903 übernahm er den Dienst als Rabbiner und jüdischer Religionslehrer in der kroatischen Stadt Požega. Dort war Margel in der Jüdischen Gemeinde und als  Religionslehrer an den Schulen von Požega tätig. 1908 wurde er im Königreich Kroatien-Slawonien Mitglied des Komitees Jüdischer Rabbiner. Während des Ersten Weltkrieges übernahm Mosije Margel die Seelsorge im Militärrabbinat Zagreb und war von 1915 bis 1918 ernannter königlicher Rabbiner. Er wurde 1917, für seinen Einsatz an der Isonzofront, mit dem Militärverdienstkreuz der Österreichisch-Ungarischen Monarchie ausgezeichnet.
1919 wurde er in Zagreb Direktor der jüdischen Elementarschule. Im Königreich Jugoslawien war Margel von 1927 bis 1937 Gemeinderabbiner der Jüdischen Gemeinde Zagreb. Aufgrund gesundheitlicher Schwierigkeiten emeritierte Mojsije Margel nach 1937 von seinem Dienst als Gemeinderabbiner.
Er verstarb am 30. April 1939 in Zagreb.
Das Margel-Institut in Zagreb wurde nach seinem Namen benannt.

## Wissenschaftliche Tätigkeiten
Margels wissenschaftliche Tätigkeiten galten primär der Hebraistik, vor allem der hebräischen Literatur und Lexikografie. Für sein Fachwissen wurde Mosije Margel im Königreich Jugoslawien geschätzt. Bereits im Alter von 15 Jahren sandte Margel ein in hebräischer Sprache verfasstes Gedicht an die jüdische Zeitschrift Ha-Maggid. Im polnischen Krakau publizierte er später gemeinsam mit hebräischen Philologen und Schriftstellern die hebräische Zeitschrift Ozar Hasifrut.
In seiner Dissertation „Der Segen Jakobs“ befasst sich Margel thematisch-kritisch mit verschiedenen Midraschim, insbesondere mit dem aggadischen Midrasch Bereschit Rabba. 1906 publizierte er in Požega ein Deutsch-Hebräisches Wörterbuch, was zugleich als sein Lebenswerk betrachtet werden kann. Besondere Verdienste hatte Margel aufgrund der Übersetzung (in Zusammenarbeit mit dem kroatischen Gymnasiallehrer Max Kuntarić) des Werkes Bereschit Rabba von Jaroslav Vrchlický in die Kroatische Sprache. Diese Übersetzung wurde im Jahre 1912 in Požega veröffentlicht. Zu seinen Tätigkeiten zählten zudem eine Anzahl an Studien und Artikeln, die Margel in verschiedenen hebräischen Zeitschriften veröffentlichte.
Im Königreich Jugoslawien war er Herausgeber des Jüdischen Almanach. Auch für die Jewish Encyclopedia erstellte Margel Beiblätter bzw. Editionen. Mojsije Margel begann mit der Erstellung eines Kroatisch-Hebräischen Wörterbuches, aufgrund seines Todes blieb dieses Werk unvollendet.
Neben dem kroatischen Rabbiner der Jüdischen Gemeinde in Varaždin, Herman Ekzekiel Kaufmann, zählt man Margel zu den Maskilim.